# كسوف الشمس 4 أكتوبر 2051
سيحدث كسوف جزئي للشمس يوم الأربعاء 4 أكتوبر 2051. يحدث كسوف الشمس عندما يمر القمر بين الأرض والشمس ، وبالتالي يحجب صورة الشمس كليًا أو جزئيًا عن مشاهد على الأرض. يحدث كسوف جزئي للشمس في المناطق القطبية من الأرض عندما يغيب مركز ظل القمر عن الأرض.

## الخسوفات ذات الصلة

### كسوف الشمس 2051-2054
هذا الكسوف هو جزء من سلسلة كسوف الشمس 2051-2054. يتكرر الكسوف في كل 177 يومًا تقريبًا و 4 ساعات في العقد المتناوبة من مدار القمر.
| مجموعات سلسلة كسوف الشمس من 2051-2054 | مجموعات سلسلة كسوف الشمس من 2051-2054 | مجموعات سلسلة كسوف الشمس من 2051-2054 | مجموعات سلسلة كسوف الشمس من 2051-2054 | مجموعات سلسلة كسوف الشمس من 2051-2054 |
| ------------------------------------- | ------------------------------------- | ------------------------------------- | ------------------------------------- | ------------------------------------- |
| عقدة تصاعدية                          | عقدة تصاعدية                          |                                       | عقدة تنازلية                          | عقدة تنازلية                          |
| ساروس                                 | الخريطة                               | ساروس                                 | الخريطة                               |                                       |
| 120                                   | أبريل 11, 2051 جزئي                   | 125                                   | أكتوبر 4, 2051 جزئي                   |                                       |
| 130                                   | مارس 30, 2052 كلي                     | 135                                   | سبتمبر 22, 2052 حلقي                  |                                       |
| 140                                   | مارس 20, 2053 حلقي                    | 145                                   | سبتمبر 12, 2053 كلي                   |                                       |
| 150                                   | مارس 9, 2054 جزئي                     | 155                                   | سبتمبر 2, 2054 جزئي                   |                                       |

### سلسلة ميتونيك
تتكرر السلسلة ميتونيك كل 19 عامًا (6939.69 يومًا) ، وتستمر حوالي 5 دورات. يحدث الكسوف في نفس تاريخ التقويم تقريبًا. بالإضافة إلى ذلك ، تتكرر سلسلة أكتون الفرعية 1/5 من ذلك أو كل 3.8 سنوات (1387.94 يومًا). تحدث جميع الكسوفات في هذا الجدول عند العقدة الصاعدة للقمر.
| 21 أحداث الكسوف بين 21 يونيو 1982 و 21 يونيو 2058 | 21 أحداث الكسوف بين 21 يونيو 1982 و 21 يونيو 2058 | 21 أحداث الكسوف بين 21 يونيو 1982 و 21 يونيو 2058 | 21 أحداث الكسوف بين 21 يونيو 1982 و 21 يونيو 2058 | 21 أحداث الكسوف بين 21 يونيو 1982 و 21 يونيو 2058 |
| يونيو 21                                          | أبريل 8–9                                         | يناير 26                                          | نوفمبر 13–14                                      | سبتمبر 1–2                                        |
| 107                                               | 109                                               | 111                                               | 113                                               | 115                                               |
| ------------------------------------------------- | ------------------------------------------------- | ------------------------------------------------- | ------------------------------------------------- | ------------------------------------------------- |
| يونيو 21, 1963                                    | أبريل 9, 1967                                     | يناير 26, 1971                                    | نوفمبر 14, 1974                                   | سبتمبر 2, 1978                                    |
| 117                                               | 119                                               | 121                                               | 123                                               | 125                                               |
| يونيو 21, 1982 [الإنجليزية]                       | أبريل 9, 1986 [الإنجليزية]                        | يناير 26, 1990 [الإنجليزية]                       | نوفمبر 13, 1993 [الإنجليزية]                      | سبتمبر 2, 1997 [الإنجليزية]                       |
| 127                                               | 129                                               | 131                                               | 133                                               | 135                                               |
| يونيو 21, 2001                                    | أبريل 8, 2005                                     | يناير 26, 2009                                    | نوفمبر 13, 2012                                   | سبتمبر 1, 2016                                    |
| 137                                               | 139                                               | 141                                               | 143                                               | 145                                               |
| يونيو 21, 2020                                    | أبريل 8, 2024                                     | يناير 26, 2028                                    | نوفمبر 14, 2031                                   | سبتمبر 2, 2035                                    |
| 147                                               | 149                                               | 151                                               | 153                                               | 155                                               |
| يونيو 21, 2039                                    | أبريل 9, 2043                                     | يناير 26, 2047                                    | نوفمبر 14, 2050                                   | سبتمبر 2, 2054 [الإنجليزية]                       |
| 157                                               |                                                   |                                                   |                                                   |                                                   |
| يونيو 21, 2058 [الإنجليزية]                       |                                                   |                                                   |                                                   |                                                   |

### سلسلة اينكس
هذا الكسوف هو جزء من دورة اينكس طويلة الأمد ، يتكرر عند العقد المتناوبة ، كل 358 شهرًا سينوديًا (≈ 10571.95 يومًا ، أو 29 عامًا ناقص 20 يومًا).
مظهرها وخط طولها غير منتظمين بسبب عدم التزامن مع الشهر غير الطبيعي (فترة الحضيض). ومع ذلك ، فإن مجموعات 3 دورات اينكس (87 سنة ناقص شهرين) تقترب (≈ 1،151.02 شهرًا غير طبيعي) ، لذا فإن الكسوف متشابه في هذه المجموعات.
| أعضاء سلسلة اينكس بين عامي 1901 و 2100: | أعضاء سلسلة اينكس بين عامي 1901 و 2100: | أعضاء سلسلة اينكس بين عامي 1901 و 2100: |
| --------------------------------------- | --------------------------------------- | --------------------------------------- |
| 22 نوفمبر 1919 (ساروس 141)              | 1 نوفمبر 1948 (ساروس 142)               | 12 أكتوبر 1977 (ساروس 143)              |
| 22 سبتمبر 2006 (ساروس 144)              | 2 سبتمبر 2035 (ساروس 145)               | 12 أغسطس 2064 (ساروس 146)               |
| 23 يوليو 2093 (ساروس 147)               |                                         |                                         |

### سلسلة تريتوس
هذا الكسوف هو جزء من دورة تريتوس ، يتكرر عند العقد المتناوبة كل 135 شهرًا متزامنًا (≈ 3986.63 يومًا ، أو 11 عامًا ناقص شهر واحد). مظهرها وخط طولها غير منتظمين بسبب نقص التزامن مع الشهر غير الطبيعي (فترة الحضيض) ، لكن التجمعات المكونة من 3 دورات تريتوس (33 عامًا ناقص 3 أشهر) تقترب (≈ 434.044 شهرًا غير طبيعي) ، لذا فإن الكسوف متشابه في هذه التجمعات.[بحاجة لمصدر]
| أعضاء سلسلة تريتوس بين عامي 1901 و 2100 | أعضاء سلسلة تريتوس بين عامي 1901 و 2100 | أعضاء سلسلة تريتوس بين عامي 1901 و 2100 | أعضاء سلسلة تريتوس بين عامي 1901 و 2100 |
| --------------------------------------- | --------------------------------------- | --------------------------------------- | --------------------------------------- |
| 9 سبتمبر 1904 (ساروس 133)               | 10 أغسطس 1915 (ساروس 134)               | 9 يوليو 1926 (ساروس 135)                |                                         |
| 8 يونيو 1937 (ساروس 136)                | 9 مايو 1948 (ساروس 137)                 | 8 أبريل 1959 (ساروس 138)                |                                         |
| 7 مارس 1970 (ساروس 139)                 | 4 فبراير 1981 (ساروس 140)               | 4 يناير 1992 (ساروس 141)                |                                         |
| 4 ديسمبر 2002 (ساروس 142)               | 3 نوفمبر 2013 (ساروس 143)               | 2 أكتوبر 2024 (ساروس 144)               |                                         |
| 2 سبتمبر 2035 (ساروس 145)               | 2 أغسطس 2046 (ساروس 146)                | 1 يوليو 2057 (ساروس 147)                |                                         |
| 31 مايو 2068 (ساروس 148)                | 1 مايو 2079 (ساروس 149)                 | 31 مارس 2090 (ساروس 150)                |                                         |

## روابط خارجية
- www.solar-eclipse.de - متوسط التغطية السحابية والمدن على طول مسار الكسوف
- http://eclipse.gsfc.nasa.gov/SEplot/SEplot2051/SE2051Oct04P. GIF